# Міннібаєво – Казань (етанопровід)
Міннібаєво — Казань (етанопровід) — система для транспортування етану з газопереробних заводів (Оренбурзький, Міннібаєвський) до заводу етилену нафтохімічного комплексу «Казаньоргсинтез».
Ще у 1950-х роках на основі запасів унікального Ромашкінського нафтового родовища було споруджено Міннібаєвський газопереробний завод. Для транспортування його продукції проклали ряд трубопроводів, зокрема, введений в експлуатацію в 1972-му продуктопровід до Казані довжиною 292 км та діаметром 720 мм. Після введення в дію у 1975-му п'ятої черги Міннібаєвського ГПЗ, яка могла вилучати етан, продуктопровід перевели на транспортування етанової фракції.
Етанопровід прокладений в одному коридорі з магістральним газопроводом Міннібаєво — Казань та трубопроводом для транспортування зріджених вуглеводневих газів (пропан, бутан) Міннібаєво – Казань.
У кінці 2000-х років на Міннібаєвському ГПЗ реалізували проект по підвищенню рівня вилучення етану, завдяки якому потужності з виробництва цього продукту зросли від 90 до 140 тисяч тонн на рік.
В 1982 році у районі Аппаково до траси Міннібаєво — Казань під'єднали етанопровід Оренбург — Казань, який наразі є джерелом більшої частини поставок етану до «Казаньоргсинтез».
У квітні 2006 року на етанопроводі Міннібаєво — Казань в Альмет'ївському районі Татарії сталась аварія, що призвела до вибуху етанової фракції. Втім, вже наступного дня транспортування продукції було відновлене.